# Nigoy
Nigoy (llamada oficialmente Santa María de Nigoi) es una parroquia del municipio de La Estrada, en la provincia de Pontevedra, Galicia, España.

## Límites
Limita con las parroquias Arca, Somoza, Tabeirós, Parada y Codeseda.

## Demografía
En 1842 tenía una población de hecho de 252 personas. En los veinte años que van de 1986 a 2006 la población pasó de 328 a 237 personas, lo cual significó una pérdida del 27,74%.